# Merindad de Aguilar de Campoo
La Merindad de Aguilar de Campoo fue una de las 19 merindades en que se dividía la Merindad mayor de Castilla, que era una de las grandes demarcaciones territoriales que conformaban la división administrativa, tanto del reino como posteriormente de la Corona de Castilla durante la Edad Media. Su descripción figura en el libro Becerro de las Behetrías de Castilla, redactado por las Cortes de Valladolid de 1351. Debe su nombre a la villa de Aguilar de Campoo, en la actual provincia de Palencia, y comprendía poblados y despoblados de las modernas provincias de Palencia, Burgos y Cantabria. En 1481, las hermandades de la merindad pertenecientes a la actual Cantabria se constituyeron en una unidad propia, dando lugar a la Merindad de Campoo.

## Territorio
La merindad de Aguilar estaba integrada por 133 poblados y 22 despoblados, y se repartía entre las actuales provincias de Palencia, Burgos y Cantabria, con una extensión de 1738 km², de los cuales 1005 correspondían a la actual provincia de Cantabria, 528 a la de Palencia y 204 a la de Burgos.
Abarcaba geográficamente una zona delimitada por el norte por el nacimiento del río Ebro y el valle alto del río Besaya; los valles de Perapertú y Brañosera, y por el sur hasta San Quirce de Riopisuerga. Por el este, comprendía los poblados burgaleses de Sedano, Soncillo y Alfoz de Bricia.

## Historia

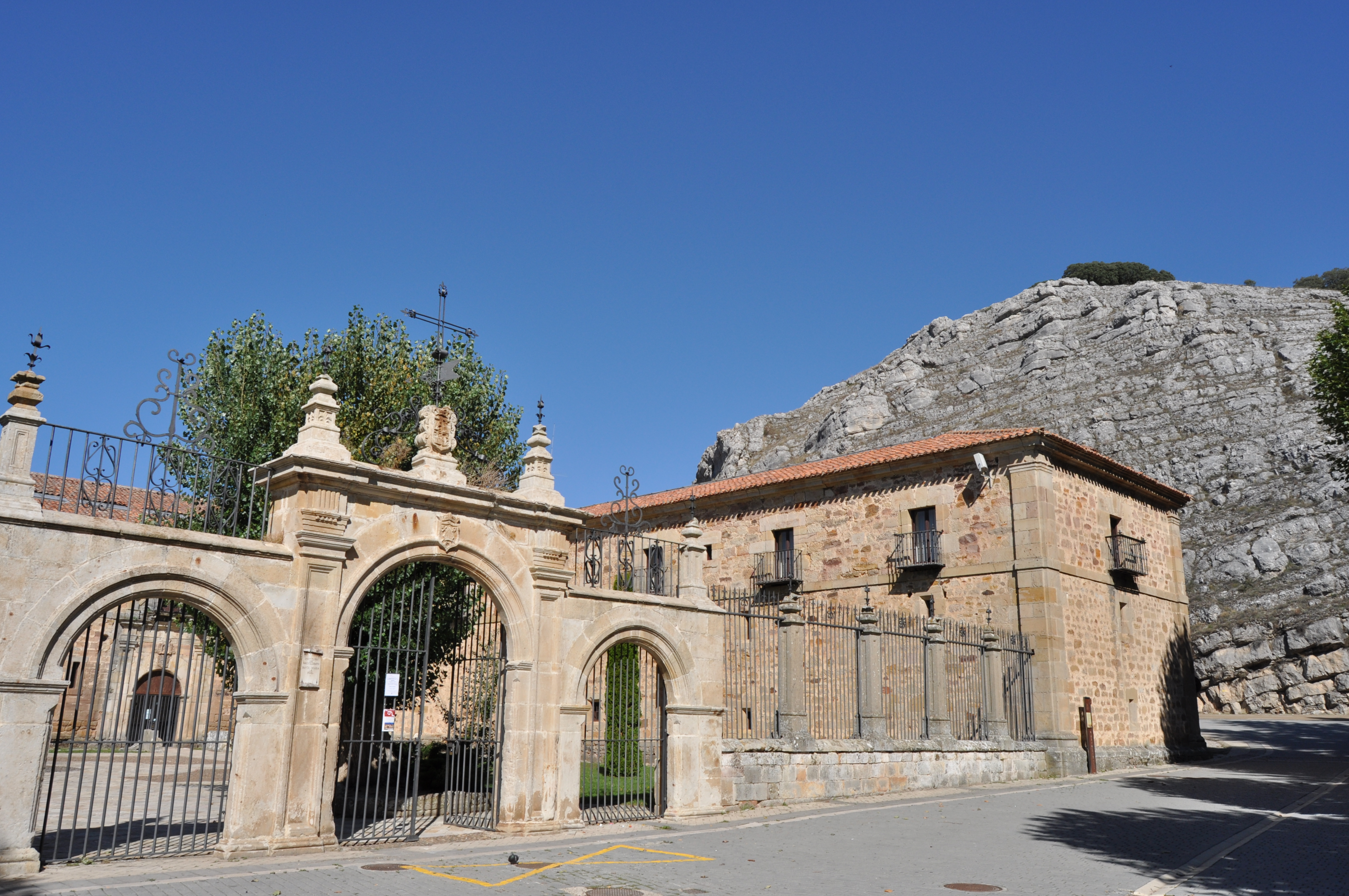
El abadengo que ejercía el Monasterio de Santa María la Real sobre los lugares y villas de la zona fue el gran damnificado por las concesiones en régimen de señorío del rey Alfonso XI de Castilla sobre su hijo el infante don Tello.

La Merindad de Aguilar de Campoo (Aguilar de Campo según el Becerro de las Behetrías de Castilla) se originó con la unión de varios poblados y despoblados en torno a una población que alcanzó creciente importancia en los siglos XI y XII, cuya primera mención documentada aparece en el año 1203. Tiene su origen en las concesiones realizadas por el rey Alfonso XI de Castilla a su hijo bastardo Tello de Castilla como señor de Aguilar, heredados de su hermano Pedro de Aguilar.
El abadengo de Santa María la Real se vio muy perjudicado por estas enormes concesiones del rey a su hijo: 28 lugares y villas sobre los que el monasterio ostentaba posesiones y derechos le fueron adjudicados a don Tello. No obstante, en algunos de ellos se estableció el sistema de condominio. Este hecho provocó una importante pérdida territorial e institucional para el abadengo.
Durante la existencia de la merindad, y debido a la coexistencia de diversas formas de vasallaje, los poblados se constituían en solariego, abadengo y behetría, llegando en algunos casos a compartir dos administraciones e incluso las tres como en el caso de Requejo, que también era realengo.
La merindad es considerada el señorío del marqués de Aguilar una vez que en 1482 los reyes Católicos concedieron a Garci V Fernández Manrique de Lara el primer título de marqués de la villa.
En 1481, las hermandades de la merindad pertenecientes a la actual Cantabria se constituyeron en una unidad propia, dando lugar a la Merindad de Campoo.